# Полицеальная школа
Полицеальная школа (пол. Szkoła policealna) - техникум для взрослых в польской системе образования. Для зачисления в полицеальную школу необходимо законченное среднее образование, но не сдача экзамена на аттестат зрелости.
Существуют государственные полицеальные школы, негосударственные (частные) с государственной аккредитацией и негосударственные без государственной аккредитации. Продолжительность обучения по отдельным профессиям в государственных полицеальных школах и школах с правами государственных определяется программой Министерства национального образования Польши. Обучение обычно длится от года до двух (четыре семестра), хотя для некоторых специальностей это пять семестров (например, зубной техник), три (например, техника безопасности и гигиены труда) или даже два семестра (например, флорист). В полицеальных школах без государственной аккредитации обучение обычно длится один год (два семестра).
В государственных школах и школах с квалификацией государственной школы выпускники получают Свидетельство об окончании, которое дает право на льготы. Во время и в конце учебного процесса учащиеся школ с квалификацией государственной школы могут сдать внешний экзамен, подтверждающий их квалификацию в профессии (ранее - профессиональный экзамен), и получить сертификат по данной квалификации, а также после сдачи всех экзаменов в области квалификаций, и получают соответствующий диплом, подтверждающий профессиональную квалификацию и звания.
В полицеальных школах можно обучаться в форме квалификационных профессиональных курсов, завершение которых дает право сдавать экзамен, подтверждающий квалификацию по профессии. В отличие от школьной формы, квалификационный профессиональный курс включает в себя одну выбранную квалификационную программу, в то время как учебный план для полицеальной школы охватывает область всех квалификаций, определенных в данной профессии.